# Марша Мейсон
Марша Мейсон (англ. Marsha Mason; нар. 3 квітня 1942) — американська акторка театру, кіно та озвучення, телевізійна режисерка. Лауреатка двох премій «Золотий глобус», чотириразова номінантка на «Оскар» за кращу жіночу роль. Увійшла до 100 найвизначніших зірок американського кіно за 100 років за версією AFI.

## Життєпис
Народилася в Сент-Луїсі в родині Едварда Меріона Мейсона та Катарін Кентвуд-Мейсон. Через рік народилася її сестра Лінда. Освіту отримала в середній школі Нернікс-Голл, а потім в університеті Вебстер.
З 1965 по 1970 роки Марша Мейсон була одружена з Гарі Кемпбеллом. У 1973 одружилася зі сценаристом Нілом Саймоном і пізніше з'явилася в кількох фільмах, сценаристом яких він був, зокрема, у стрічці «До побачення, люба» (1977). Ця роль принесла Мейсон номінацію на «Оскар» та премію «Золотий глобус».
Чотирма роками раніше Мейсон знову номінувалася на «Оскар» і стала володаркою «Золотого глобуса» за роль у фільмі «Звільнення до опівночі». У наступні роки її акторської кар'єри Академія кіномистецтва ще двічі висувала Мейсон на премію за ролі у фільмах «Глава друга» (1979) і «Тільки коли я сміюся» (1981).

## Фільмографія
| Рік       |   | Українська назва                               | Оригінальна назва                                            | Роль                        |
| --------- | - | ---------------------------------------------- | ------------------------------------------------------------ | --------------------------- |
| 2016      | с | Гарна дружина                                  | The Good Wife                                                | Луїза Пейдж                 |
| 2006      | с | Кошмари та сновидіння: З історій Стівена Кінга | Nightmares and Dreamscapes: From the Stories of Stephen King | тітка Труді                 |
| 1997—1998 | с | Фрейзер                                        | Frasier                                                      | Шеррі Демпсі                |
| 1996      | ф | Два дні у долині                               | 2 Days in the Valley                                         | Одрі Гоппер                 |
| 1995      | ф | В останній момент                              | Nick of Time                                                 | Елеанор Грант, губернаторка |
| 1994      | ф | Я люблю неприємності                           | I Love Trouble                                               | сенаторка Роббінс           |
| 1993      | с | Одне життя, щоб жити                           | One Life to Live                                             | Сабрина                     |
| 1993      | с | Сайнфелд                                       | Seinfeld                                                     | Дженні Маклайн              |
| 1978      | ф | Дешевий детектив                               | The Cheap Detective                                          | Джордж Меркле               |
| 1973      | ф | Закоханий Блум                                 | Blume in Love                                                | Арлен                       |
| 1971—1972 | с | Кохання мого життя                             | Love of Life                                                 | Джудіт Коул                 |
| 1971      | с | Там, де серце                                  | Where the Heart Is                                           | Лора Блекберн               |
| 1969      | с | Похмурі тіні                                   | Dark Shadows                                                 | Одрі / Дівчина вампіра      |
| 1968      | ф | Поза законом                                   | Beyond the Law                                               | Марсія Стилвелл             |